# میخائیل پوگودین
میخائیل پوگودین (روسی: Михаи́л Петро́вич Пого́дин؛ ۱۱ نوامبر ۱۸۰۰ – ۸ دسامبر ۱۸۷۵) زبان‌شناس، تاریخ‌نگار، روزنامه‌نگار، فیلسوف، ویراستار، نویسنده، و ناشر اهل امپراتوری روسیه بود.